# Kanton Poitiers-7
Der Kanton Poitiers-7 war von 1982 bis 2015 ein französischer Wahlkreis im Arrondissement Poitiers, im Département Vienne und in der Region Poitou-Charentes. Sein Hauptort war Poitiers.

## Gemeinden
Der Kanton bestand aus zwei Gemeinden und einem Teil der Stadt Poitiers (angegeben ist hier die Gesamteinwohnerzahl; im Kanton lebten etwa 21.200 Einwohner der Stadt):
| Gemeinde              | Einwohner Jahr | Fläche km² | Bevölkerungsdichte | Code INSEE | Postleitzahl |
| --------------------- | -------------- | ---------- | ------------------ | ---------- | ------------ |
| Chasseneuil-du-Poitou | 4.617 (2013)   | 17,61      | 262 Einw./km²      | 86062      | 86360        |
| Montamisé             | 3.516 (2013)   | 31,71      | 111 Einw./km²      | 86163      | 86360        |
| Poitiers              | 87.427 (2013)  | –          | – Einw./km²        | 86194      | 86000        |